# Сюзанна Флон
Сюзанна Флон (фр. Suzanne Flon; нар. 28 січня 1918, Ле-Кремлен-Бісетр, Валь-де-Марн, Франція — пом. 15 червня 2005, Париж, Франція) — французька акторка театру і кіно. Дворазова лауреатка національної кінопремії Сезар як найкраща акторка другого плану .

## Біографія
Сюзанна Флон народилася 28 січня 1918 року в місті Ле-Кремлен-Бісетр, що в департаменті Валь-де-Марн, Франція, в сім'ї залізничника. До того як стати акторкою вона працювала перекладачем англійської мови в паризькому універмазі «Printemps», а потім була особистим секретарем Едіт Піаф. На театральній сцені Флон грала в постановках за п'єсами таких драматургів як Жан Ануй, Андре Россін і Лолі Белон.
У 1941 році Флон дебютувала в кіно, з'явившись надалі у понад 80-ти кіно- та телефільмах, серед яких «Мулен Руж» (1952), «Містер Аркадін» (1955), «Процес» (1962), «Поїзд» (1964), «Сонце бродяг» (1967), «Мосьє Кляйн» (1976), «Щасливого Різдва» (2005), «Квітка зла» (2003) і «Подруга нареченої» (2004). У 1961 році акторка отримала перемогу в номінації найкраща акторка на Венеційському кінофестивалі за роль у фільмі «Не убий» а потім двічі була відзначена французькою національною кінопремією «Сезар» як найкраща акторка ролей другого плану у фільмах «Убивче літо» (1983) та «Жінка-змія» (1988).
Завдяки своєму оксамитовому голосу Флон часто виступала оповідачем у багатьох документальних фільмах і телепередачах. Останньою її роботою в кіно стала мадам Руа в мелодрамі «Місця в партері» (2005).
Влітку того ж року акторка померла в Парижу від хвороби шлунку у віці 87 років.

## Фільмографія (вибіркова)
| Рік       |    | Українська назва                | Оригінальна назва                   | Роль                                         |
| --------- | -- | ------------------------------- | ----------------------------------- | -------------------------------------------- |
| 1947      | ф  | Капітан Бломе                   | Capitaine Blomet                    | коханка Родольфа                             |
| 1949      | ф  | Останнє кохання                 | Dernier amour                       | Сімон                                        |
| 1949      | ф  | Клітина для дівчаток            | La cage aux filles                  | мадемуазель Едіт                             |
| 1950      | ф  | Побачення з успіхом             | Rendez-vous avec la chance          | Бланш Піду-Бобен                             |
| 1951      | ф  | Прекрасний образ                | La belle image                      | Люсьєн Шеналь                                |
| 1952      | ф  |                                 | Procès au Vatican                   | Мати Агнес Ісуса                             |
| 1952      | ф  | Мулен Руж                       | Moulin Rouge                        | Міріам Гаям                                  |
| 1953—1955 | с  | Твоя улюблена історія           | Your Favorite Story                 |                                              |
| 1955      | ф  | Містер Аркадін                  | Mr. Arkadin                         | баронеса Нагель                              |
| 1961      | ф  | Не убий                         | Tu ne tueras point                  | мадам Кордьє                                 |
| 1961      | кф | Мадам помирає                   | Madame se meurt                     | оповідачка, озвучування                      |
| 1961      | ф  | Знамениті любовні історії       | Amours célèbres                     | маркграфиня Урсула (епізод «Аньєс Бернауер») |
| 1962      | ф  | Мавпа взимку                    | Un singe en hiver                   | Сюзанна Квентін                              |
| 1962      | ф  | Процес                          | Le procès                           | міс Піттль                                   |
| 1963      | ф  | Розношувачка хліба              | La porteuse de pain                 | маман Лізон / Жанна Фортьє                   |
| 1963      | ф  | Замок в Швеції                  | Château en Suède                    | Агата                                        |
| 1964      | ф  | Поїзд                           | The Train                           | мадемуазель Віллар                           |
| 1966—1986 | с  | У театрі цього вечора           | Au théâtre ce soir                  | Елен                                         |
| 1967      | ф  | Ви не все сказали, мосьє Фарран | Le soleil des voyous                | Марі-Жанна Фарран                            |
| 1967—1990 | с  | Розслідування комісара Мегре    | Les enquêtes du commissaire Maigret | Аліна Каллас                                 |
| 1967      | ф  | Тітка Зіта                      | Tante Zita                          | Іветта                                       |
| 1967      | ф  | Якби я був шпигуном             | Si j'étais un espion                | Женев'єва Лорен                              |
| 1968      | ф  | Францисканець з Буржа           | Le franciscain de Bourges           | мадам Толедано                               |
| 1969      | ф  | Під знаком бика                 | Sous le signe du taureau            | Крістіна Райналь                             |
| 1969      | ф  | Джефф                           | Jeff                                | пані Грут                                    |
| 1969      | ф  | Королівське полювання           | La chasse royale                    | Селін                                        |
| 1970      | ф  | Тереза                          | Teresa                              | Тереза                                       |
| 1971      | ф  | Усе що стосується любові        | Aussi loin que l'amour              | капітан                                      |
| 1973      | ф  | Закриті віконниці               | Les volets clos                     | Розалі                                       |
| 1973      | ф  | Мовчазний                       | Le silencieux                       | Жанна                                        |
| 1973      | ф  | Кохання під дощем               | Un amour de pluie                   | мадам Едіт                                   |
| 1974      | тф | Поворот гвинта                  | Le tour d'écrou                     | Елізабет Ґріддез                             |
| 1975      | ф  | Доктор Франсуаза Гаян           | Docteur Françoise Gailland          | Женев'єва Ленард                             |
| 1975—1990 | с  | Сінема 16                       | Cinéma 16                           | Жоржетта                                     |
| 1976      | ф  | Мосьє Альбер                    | Monsieur Albert                     | Ман-Луїза                                    |
| 1976      | ф  | Як бумеранг                     | Сомадам un boomerang                | мадам Грімальді                              |
| 1976      | тф | Готель «Балтімор»               | Hôtel Baltimore                     | Міллі                                        |
| 1976      | ф  | Мосьє Кляйн                     | Mr. Klein                           | консьєржка                                   |
| 1977      | ф  | Затемнення                      | Black-Out                           | барменша                                     |
| 1980      | кф | Голос                           | Une voix                            |                                              |
| 1980      | тф | Турський священник              | Le curé de Tours                    | мадемуазель Гамард                           |
| 1981      | ф  | Квартет                         | Quartet                             | мадам Ошо                                    |
| 1983      | ф  | Убивче літо                     | L'été meurtrier                     | Ніна «Когната»                               |
| 1984      | тф | Діалоги Кармеліток              | Le dialogue des Carmélites          | мадам де Гроссі                              |
| 1984      | тф | Останній громадянин             | Le dernier civil                    | мадемуазель Фабріціус                        |
| 1984      | тф | Мадемуазель Кларісса            | Mademoiselle Clarisse               |                                              |
| 1986      | кф | Тричі розорений                 | Triple sec                          |                                              |
| 1987      | ф  | Щоденник старого божевільного   | Dagboek van een oude dwaas          | Деніз Амланк                                 |
| 1987      | тф | Жіжі                            | Gigi                                | мадам Альварез                               |
| 1987      | ф  | Топитися заборонено             | Noyade interdite                    | Газель                                       |
| 1988      | ф  | Свята невинність                | En toute innocence                  | Клеменс                                      |
| 1988      | ф  | Жінка-змія                      | La vouivre                          | Луїза Мюзле                                  |
| 1990      | ф  | Гаспар і Робінзон               | Gaspard et Robinson                 | бабуся                                       |
| 1992      | ф  | Поїздка в Рим                   | Voyage à Rome                       | мати                                         |
| 1998      | ф  | Діти природи                    | Les enfants du marais               | стара Крі Крі                                |
| 1999      | ф  | Мене принесла лелека            | Je suis né d'une cigogne            | сусідка                                      |
| 2000      | ф  | Злочин в раю                    | Un crime au paradis                 | коханка                                      |
| 2002      | тф | Дзеркало Аліси                  | Le miroir d'Alice                   | Маура ле Беллек                              |
| 2001      | ф  | Власники                        | Mille millièmes                     | мадам Шартрез                                |
| 2003      | ф  | Квітка зла                      | La fleur du mal                     | тітка Лайн                                   |
| 2003      | ф  | Дивні сади                      | Effroyables jardins                 | Марі Жербьє                                  |
| 2004      | ф  | Подружка нареченої              | La demoiselle d'honneur             | мадам Кріспа                                 |
| 2005      | ф  | Щасливого Різдва                | Joyeux Noël                         | господиня будинку                            |
| 2005      | ф  | Місця в партері                 | Fauteuils d'orchestre               | мадам Ру                                     |

## Визнання
| Нагороди та номінації Сюзанн Флон      | Нагороди та номінації Сюзанн Флон | Нагороди та номінації Сюзанн Флон | Нагороди та номінації Сюзанн Флон |
| Рік                                    | Категорія                         | Фільм                             | Результат                         |
| -------------------------------------- | --------------------------------- | --------------------------------- | --------------------------------- |
| Венеційський міжнародний кінофестиваль |                                   |                                   |                                   |
| 1961                                   | Кубок Вольпі найкращій акторці    | Не убий                           | Перемога                          |
| Таормінський кінофестиваль             |                                   |                                   |                                   |
| 1970                                   | Найкраща акторська гра            | Тереза                            | Перемога                          |
| Премія «Сезар»                         |                                   |                                   |                                   |
| 1984                                   | Найкраща акторка другого плану    | Убивче літо                       | Перемога                          |
| 1990                                   | Найкраща акторка другого плану    | Жінка-змія                        | Перемога                          |
| Премія 7 d'Or Night                    |                                   |                                   |                                   |
| 1985                                   | Найкраща акторка                  | Мадемуазель Кларісса              | Перемога                          |